# Bamiania pachycorma
Bamiania es un género monotípico de la familia  Plumbaginaceae. Su única especie, Bamiania pachycorma, es originaria de Afganistán.

## Taxonomía
Bamiania pachycorma fue descrita por (Rech.f.) Lincz.  y publicado en Botaničnyj Žurnal 56: 1635. 1971
Basónimo
- Cephalorhizum pachycormum Rech. f.